# Leonardo Henriques da Silva
Leonardo Henriques da Silva (ur. 22 lipca 1982 w Penápolis albo São Paulo) – brazylijski piłkarz występujący na pozycji obrońcy.

## Kariera klubowa
W 2002 roku został wcielony do pierwszej drużyny Guarani FC. W barwach tego klubu wystąpił w jednym meczu Campeonato Brasileiro Série A – wygranym 23 lipca 2003 roku spotkaniu z Atletico Paranaense. W 2004 roku przeszedł do Montedio Yamagata. W tym klubie rozegrał 200 spotkań w J.League Division 2 oraz 21 w J.League Division 1. Do najwyższej ligi japońskiej awansował w 2008 roku, a zadebiutował w niej 7 marca 2009 roku w wygranym 6:2 meczu z Júbilo Iwata, w którym strzelił również gola. W 2010 roku był zawodnikiem Avaí FC, dla którego rozegrał 5 meczów w Série A. W 2011 roku został piłkarzem Qingdao Jonoon. Dla tego klubu rozegrał 49 spotkań w Chinese Super League, debiutując w niej 1 kwietnia 2011 roku w zremisowanym 3:3 meczu z Shanghai Shenhua. W latach 2013–2014 był zawodnikiem CE Lajeadense i ADRC Icasa. Z kolei w 2016 roku grał w CA Penapolense, gdzie zakończył karierę.

## Statystyki ligowe
| Sezon | Klub              | Liga                          | Mecze | Gole |
| ----- | ----------------- | ----------------------------- | ----- | ---- |
| 2002  | Guarani FC        | Campeonato Brasileiro Série A | 0     | 0    |
| 2003  | Guarani FC        | Campeonato Brasileiro Série A | 1     | 0    |
| 2004  | Montedio Yamagata | J.League Division 2           | 38    | 0    |
| 2005  | Montedio Yamagata | J.League Division 2           | 36    | 0    |
| 2006  | Montedio Yamagata | J.League Division 2           | 45    | 5    |
| 2007  | Montedio Yamagata | J.League Division 2           | 43    | 1    |
| 2008  | Montedio Yamagata | J.League Division 2           | 38    | 4    |
| 2009  | Montedio Yamagata | J.League Division 1           | 21    | 1    |
| 2010  | Avaí FC           | Campeonato Brasileiro Série A | 5     | 0    |
| 2011  | Qingdao Jonoon    | Chinese Super League          | 23    | 1    |
| 2012  | Qingdao Jonoon    | Chinese Super League          | 26    | 1    |
| 2013  | CE Lajeadense     | Campeonato Brasileiro Série D | 3     | 0    |